# (6379) Vrba
(6379) Vrba – planetoida z grupy pasa głównego asteroid okrążająca Słońce w ciągu 5 lat i 59 dni w średniej odległości 2,98 j.a. Została odkryta 15 listopada 1987 roku przez Antonína Mrkosa. Przed nadaniem nazwy planetoida nosiła oznaczenie tymczasowe (6379) 1987 VA1.